# Hologymnosus
A Hologymnosus a sugarasúszójú halak (Actinopterygii) osztályába a sügéralakúak (Perciformes) rendjébe és az ajakoshalfélék családjába tartozó nem.

## Rendszerezés
A nembe az alábbi 4 faj tartozik:
- Hologymnosus annulatus
- Hologymnosus doliatus
- Hologymnosus longipes
- Hologymnosus rhodonotus